# توغروغ منغولي
توغروغ (سيريلية منغولية: төгрөг، مغولية: ᠲᠥᠭᠦᠷᠢᠭ، العلامة: ₮; الكود: MNT) هي العملة الرسمية في منغوليا.

## الأوراق النقدية
| سلسلة الأوراق النقدية | سلسلة الأوراق النقدية | سلسلة الأوراق النقدية       | سلسلة الأوراق النقدية | سلسلة الأوراق النقدية | سلسلة الأوراق النقدية | سلسلة الأوراق النقدية              |
| الصورة                | السلسلة               | الوصف                       | الوصف                 | السحب                 | النص                  | التقويم المستخدم                   |
| الصورة                | السلسلة               | الوجه                       | الظهر                 | السحب                 | النص                  | التقويم المستخدم                   |
| --------------------- | --------------------- | --------------------------- | --------------------- | --------------------- | --------------------- | ---------------------------------- |
|                       | 1925                  | القيمة وسويومبو             | القيمة                | 1966                  | الأبجدية المنغولية    | الحقبة العامة                      |
|                       | 1939                  | دامدين سخباتر وسويومبو      | القيمة                | 1966                  | الأبجدية المنغولية    | الحقبة العامة والتقويم المنغولي 29 |
|                       | 1941                  | دامدين سخباتر وشعار منغوليا | القيمة                | ?                     | كلاهما                | الحقبة العامة والتقويم المنغولي 31 |
|                       | 1955                  | دامدين سخباتر وشعار منغوليا | القيمة                | 1966                  | الكتابة الكريلية      | الحقبة العامة                      |
|                       | 1966                  | دامدين سخباتر وشعار منغوليا | القيمة                | —                     | كلاهما                | الحقبة العامة                      |
| 1981، 1983            |                       | دامدين سخباتر وشعار منغوليا | القيمة                | —                     | كلاهما                | الحقبة العامة                      |

| سلسلة 1993 | سلسلة 1993 | سلسلة 1993    | سلسلة 1993   | سلسلة 1993    | سلسلة 1993                   | سلسلة 1993                                | سلسلة 1993      | سلسلة 1993                                           |
| الصورة     | الصورة     | القيمة        | الأبعاد      | اللون الأساسي | الوصف                        | الوصف                                     | الوصف           | تاريخ الإصدار                                        |
| الوجه      | الظهر      | القيمة        | الأبعاد      | اللون الأساسي | الوجه                        | الظهر                                     | العلامة المائية | تاريخ الإصدار                                        |
| ---------- | ---------- | ------------- | ------------ | ------------- | ---------------------------- | ----------------------------------------- | --------------- | ---------------------------------------------------- |
|            |            | 10 مونجو      | 45 × 90 ملم  | وردي          | الرماية وسويومبو             | الرماية                                   | —               | 1993                                                 |
|            |            | 20 مونجو      | 45 × 90 ملم  | أصفر وبني     | المصارعة وسويومبو            | مصارعة                                    | —               | 1993                                                 |
|            |            | 50 مونجو      | 45 × 90 ملم  | أخضر          | ركوب خيل وسويومبو            | ركوب خيل                                  | —               | 1993                                                 |
|            |            | 1 توغروغ      | 115 × 57 ملم | أصفر وبني     | أسد (توضيح)                  | سويومبو وبايز                             | جنكيز خان       | 1993، 2008، 2014                                     |
|            |            | 5 توغروغ      | 120 × 60 ملم | برتقالي       | دامدين سخباتر وسويومبو وبايز | المناظر الطبيعية الجبلية وخيول تأكل العشب | جنكيز خان       | 1993، 2008، 2014                                     |
|            |            | 10 توغروغ     | 125 × 61 ملم | أخضر          | دامدين سخباتر وسويومبو وبايز | المناظر الطبيعية الجبلية وخيول تأكل العشب | جنكيز خان       | 1993، 2002، 2005، 2007، 2009، 2011، 2013، 2014، 2017 |
|            |            | 20 توغروغ     | 130 × 64 ملم | بنفسجي        | دامدين سخباتر وسويومبو وبايز | المناظر الطبيعية الجبلية وخيول تأكل العشب | جنكيز خان       | 1993، 2002، 2005، 2007، 2009، 2011، 2013، 2014، 2017 |
|            |            | 50 توغروغ     | 135 × 66 ملم | بني           | دامدين سخباتر وسويومبو وبايز | المناظر الطبيعية الجبلية وخيول تأكل العشب | جنكيز خان       | 1993، 2000، 2008، 2013، 2014، 2016، 2019             |
|            |            | 100 توغروغ    | 140 × 68 ملم | أرجواني       | دامدين سخباتر وسويومبو وبايز | المناظر الطبيعية الجبلية وخيول تأكل العشب | جنكيز خان       | 1993، 2000، 2008، 2013، 2014، 2016، 2019             |
|            |            | 500 توغروغ    | 145 × 70 ملم | أخضر          | جنكيز خان وسويومبو وبايز     | منزل اليورت                               | جنكيز خان       | 1993، 1997، 2003، 2007، 2011، 2013 2000، 2003        |
|            |            | 1000 توغروغ   | 150 × 72 ملم | أزرق          | جنكيز خان وسويومبو وبايز     | منزل اليورت                               | جنكيز خان       | 1993، 1997، 2003، 2007، 2011، 2013 2003              |
|            |            | 5000 توغروغ   | 150 × 72 ملم | وردي وبنفسجي  | جنكيز خان وسويومبو وبايز     | نافورة الشرب في بلاط جنكيز خان            | جنكيز خان       | 1994، 2003، 2013، 2018                               |
|            |            | 10،000 توغروغ | 150 × 72 ملم | أصفر          | جنكيز خان وسويومبو وبايز     | نافورة الشرب في بلاط جنكيز خان            | جنكيز خان       | 1995، 2002، 2009، 2014                               |
|            |            | 20،000 توغروغ | 151 × 72 ملم | أخضر وبنفسجي  | جنكيز خان وسويومبو وبايز     | طوخ                                       | جنكيز خان       | 2006، 2009، 2013، 2019                               |
|            |            |               |              |               |                              |                                           |                 |                                                      |